# Episodi di Continuum (quarta stagione)
La quarta e ultima stagione della serie televisiva Continuum è stata trasmessa in prima visione assoluta in Canada da Showcase dal 4 settembre al 9 ottobre 2015.
In Italia la stagione è stata trasmessa in prima visione satellitare da AXN Sci-Fi, canale a pagamento della piattaforma Sky, dal 4 aprile al 9 maggio 2016.
In questa stagione, tutti i titoli originali degli episodi contengono la parola «hour».
| nº | Titolo originale    | Titolo italiano       | Prima TV Canada   | Prima TV Italia |
| -- | ------------------- | --------------------- | ----------------- | --------------- |
| 1  | Lost Hours          | Una nuova minaccia    | 4 settembre 2015  | 4 aprile 2016   |
| 2  | Rush Hour           | Danni collaterali     | 11 settembre 2015 | 11 aprile 2016  |
| 3  | Power Hour          | Il gioco si fa duro   | 18 settembre 2015 | 18 aprile 2016  |
| 4  | Zero Hour           | L'ora zero            | 25 settembre 2015 | 25 aprile 2016  |
| 5  | The Desperate Hours | Corsa verso il futuro | 2 ottobre 2015    | 2 maggio 2016   |
| 6  | Final Hour          | La fine del tempo     | 9 ottobre 2015    | 9 maggio 2016   |